# Frans Meijer
Francisco (Frans) Meijer (Amsterdam, 16 mei 1953), alias Stekel (ook Fransie Turbo), was in 1983 een van de ontvoerders van Freddy Heineken en diens chauffeur Ab Doderer. Hij zou het brein achter de ontvoering zijn geweest.

## Voorgeschiedenis
Meijer groeide op aan het Van Beuningenplein in de Staatsliedenbuurt, waar hij met zijn stiefvader, moeder Riek en een zusje woonde. Zijn biologische vader zou directeur van een koekfabriek zijn geweest. Thuis had hij een kamer met bodybuildingapparatuur. Samen met zijn vriend Jan Boellaard maakte hij de buurt onveilig in een Kreidler Florett-brommerclub. Rond 1970 ontmoetten ze Cor van Hout die toen een jaar of dertien was. Meijer zou destijds de eerste pitbull van Amsterdam hebben gehad, of ten minste een van de eersten. Het drietal vormde in de jaren zeventig een bende. Volgens oud-commissaris van politie in Amsterdam Joop van Riessen was deze bende in 1976 verantwoordelijk voor een spectaculaire gewapende overval op het Gemeentegirokantoor aan het Singel, waarbij onder meer gebruik werd gemaakt van een speedboot.
Meijer richtte in 1976 met Boellaard en Van Hout aannemersbedrijf Epan B.V. op. Willem Holleeder kwam bij Epan werken als chauffeur. Het bedrijf ging uiteindelijk door wanbeheer failliet.

## Ontvoering
Toen in 1981 de huizenhandel instortte vatte de bende - waartoe inmiddels ook Holleeder behoorde - het plan op een rijke Nederlander te ontvoeren. De keuze viel uiteindelijk op Freddy Heineken. Meijer zou daarbij het inhaligst zijn geweest en 100 miljoen gulden losgeld hebben willen eisen. Het bedrag zou uiteindelijk om praktische redenen worden bepaald op 35 miljoen. Op 7 januari 1982 werd op het binnenterrein van het Amsterdamse hoofdpostkantoorkantoor aan het Oosterdok een geldtransport overvallen door vier mannen die een geldzak met voornamelijk buitenlandse valuta buitmaakten. Meijers moeder verklaarde in 1987 dat haar zoon op een dag thuis was gekomen met een sporttas met pruiken. Hij zou desgevraagd hebben gezegd dat ze daar de volgende dag wel over in de krant zou lezen; die dag zou de overval in de krant hebben gestaan. Na de Heineken-ontvoering werd vermoed dat deze overval - die leek op de overval op het Girokantoor uit 1976 - was uitgevoerd om de voorbereiding van de ontvoering van Heineken te kunnen financieren.
Heineken en diens chauffeur Ab Doderer werden op 9 november 1983 ontvoerd en in de timmerfabriek van Jan Boellaard in het westelijk havengebied opgesloten. Meijer moest ervoor zorgen dat het tweetal dagelijks te eten kreeg. In zijn stamkroeg in de Amsterdamse Westerstraat zou hij tegen etenstijd steevast hebben gezegd dat hij 'Heineken even eten ging geven'. Dat het hier geen grap betrof werd pas later duidelijk. Volgens Heineken zou Meijer altijd huppend als een kikker de cel zijn binnengekomen, kennelijk om zijn lange gestalte te maskeren. Nadat Heineken en Doderer op 30 november waren bevrijd en de ontvoerders door de politie waren ontmaskerd, doken Holleeder, Van Hout en Meijer onder.

## Zichzelf aangegeven
In december 1983 ontving Het Parool een handgeschreven brief van Meijer, waarin deze over de ontvoering zijn spijt betuigde. Zijn vrouw Yvonne herkende het handschrift van haar man. Meijer schreef onder meer dat hij zichzelf "een flodder" vond, en betitelde zijn daad als "onmenselijk".
Op 28 december meldde Meijer zichzelf bij het Amsterdamse hoofdbureau van politie, in gezelschap van zijn vriendin. Hij wilde echter pas met de politie praten na een gesprek met Parool-verslaggever Bert Bommels, wat werd toegestaan. Tijdens het gesprek met Bommels vertelde Meijer dat hij weken door de stad had gezworven, nadenkend over hoe het nou verder moest. Herkend was hij nooit. Meestal had hij buiten geslapen, onder een brug of onder een omgekeerde boot. Alleen de laatste nacht had hij bij zijn moeder doorgebracht. Tijdens de ontvoering was hij volgens eigen zeggen soms misselijk van zichzelf geweest en was hij huilend de cel uit gekomen waarin chauffeur Ab Doderer vastzat. Als reden om de ontvoering te beramen gaf hij financiële problemen op. Volgens hem was hij kapot gemaakt door de krakers en door "de houding van de politie en de justitie tegenover mensen die zomaar je huizen inpikken". Hij beweerde daar geestelijk en financieel kapot aan te zijn gegaan en had het vertrouwen in de rechtsorde verloren.

## Veroordeeld
Meijer werd vastgezet in de Bijlmerbajes en mocht daar alleen zijn advocaat ontvangen. Hij was depressief en gebruikte kalmerende middelen. Op 14 februari 1984 bevestigde Max Moszkowicz een verzoek van Meijer om te worden opgenomen in het Pieter Baan Centrum.
Op 29 augustus 1984 probeerde Meijer uit de Bijlmerbajes te ontsnappen. Een onbekende had vanaf de weg bij het sportcomplex een touw over de muur gegooid. Meijer hing al aan het touw toen hij door een bewaker werd overmeesterd. Meijer verklaarde later dat het touw door God over de muur was gestuurd, waarop hij het dan maar had gepakt.
In oktober 1984 vond een pro-formazitting plaats, waarbij het Openbaar Ministerie tegen Meijer en Jan Boellaard de maximumstraf van 16 jaar eiste. Meijer beweerde het losgeld ergens op het strand te hebben verbrand. De rechtbank hield de zaak aan en Meijer werd op last van de rechter-commissaris naar het Pieter Baan Centrum overgeplaatst, waar moest worden onderzocht "of meneer Meijer veinst of niet als hij onzinnige reacties geeft". Op 1 januari 1985 wist hij te ontsnappen, door met twee medegedetineerden een boenmachine door een gepantserde ruit te gooien, waarna hij spoorloos verdween.
Na zijn ontsnapping werd Meijer op 21 maart 1985 bij verstek veroordeeld tot twaalf jaar cel. Door zijn advocaat Max Moszkowicz liet hij hoger beroep aantekenen. In dat hoger beroep werd Meijer opnieuw tot twaalf jaar cel veroordeeld. Ook een cassatieberoep werd afgewezen.
Eind 1986 viel een Frans arrestatie-eenheid een huis in Toulon binnen waar ook Meijer zijn verblijf bleek te hebben; hij was echter niet thuis. In het huis werden valse identiteitspapieren gevonden waaruit bleek dat hij de naam 'Jacob Klein' gebruikte. Hierna liep het spoor dood. Verondersteld werd dat Meijer in een klooster zat, was vermoord, of zich door plastische chirurgie een ander uiterlijk had laten aanmeten.

## Opgespoord in Paraguay
Meijer zou aanvankelijk in Brazilië een wild leven hebben geleid, tot hij ontredderd en aan een geslachtsziekte lijdend in Paraguay werd opgevangen door een diepgelovige vrouw. Hij zou op dat moment zo aan lager wal zijn geraakt dat hij in een kartonnen doos op straat leefde. Paraguay was destijds een door en door corrupt land, en een vrijhaven voor witwassen.
Misdaadjournalist Peter R. de Vries spoorde Meijer in 1994 na een anonieme tip op in Paraguay. Meijer bleek er de naam Rudi Doves te hebben aangenomen, en had op die naam een Paraguayaanse identiteitskaart gekregen en later een paspoort. Hij bleek in 1986 getrouwd met een Paraguayaanse bij wie hij drie kinderen had, ging drie keer per week naar de kerk, gaf zich uit voor een Spaans zakenman, woonde in een villa, en exploiteerde twee hamburgerrestaurants in Asuncion. Of hij zijn luxe levensstijl kon bekostigen van de twee restaurantjes was onduidelijk; door andere winkeliers werd vermoed dat hij in cocaïne handelde.

Hoewel de beveiligingsdienst van het Heineken-concern jarenlang naar Meijer had gezocht reageerde Freddy Heineken laconiek op het nieuws: "Laat hem daar maar lekker zitten. Ik heb geen wraakgevoelens. Ik heb wel wat anders aan mijn hoofd.
De Nederlandse consul te Asuncion had in 1985 wel genoteerd dat in de stad een Nederlander was opgedoken die zich niet had laten inschrijven op het consulaat, maar had verder geen actie ondernomen. Dat het om de pas ontsnapte Meijer ging wist de consul destijds niet. De consul kreeg in augustus 1994 geen instructies vanuit Nederland. Omdat Nederland geen uitleveringsverdrag met Paraguay had, lag uitlevering van Meijer ingewikkeld. Kansloos was zo'n verzoek echter niet. Minister Kosto van Justitie moest zich er over buigen. Meijer bleek echter Paraguay op 3 augustus halsoverkop te hebben verlaten.

## In Paraguay gearresteerd
Begin april 1995 sprak het VVD-Kamerlid Benk Korthals er zijn bevreemding over uit dat het Ministerie van Justitie geen zichtbare actie had ondernomen, hoewel Meijer toch al een half jaar eerder was gevonden. Minister Sorgdrager van Justitie verwees toen naar stille diplomatie. Veertien dagen later werd Meijer op 16 april in de Paraguayaanse stad Paraguarí gearresteerd. Hij werd in de beruchte Tacumbu-gevangenis vastgezet, maar verklaarde nooit naar Nederland te zullen gaan. en nam mr. Bram Moszkowicz in de arm om uitlevering te verhinderen. Op 21 april overhandigde de Nederlandse ambassadeur in Uruguay te Paraguay de uitleveringsstukken aan de onderminister van buitenlandse zaken. Meijer kwam echter op 5 mei weer vrij. Volgens advocaat Moszkowicz was Meijer vrijgelaten omdat volgens Paraguayaans recht binnen 48 uur na arrestatie een uitleveringsverzoek had moeten worden ingediend, en dit niet was gebeurd. De Tweede Kamerfracties van de VVD en het CDA vroegen minister Sorgdrager van Justitie om uitleg. Volgens de minister wist de dienstdoende rechter niet dat Nederland om uitlevering had verzocht. De procureur-generaal van Paraguay stelde dat Meijer snel opnieuw zou worden gearresteerd en waarschijnlijk nog in mei zou worden uitgeleverd. Het Nederlandse uitleveringsverzoek aan Paraguay werd echter ingetrokken. Twee Paraguayaanse rechters, die ervan werden verdacht dat ze Meijer opzettelijk voorwaardelijk in vrijheid hadden gesteld, werden geschorst.

## Opnieuw gearresteerd
Pas op 28 januari 1998 werd Meijer in Paraguay opnieuw gearresteerd. Na een jarenlang juridisch gevecht werd in mei 2001 door een rechtbank in Paraguay bepaald dat Meijer mocht worden uitgeleverd. Meijer ging tegen het besluit in beroep. Tijdens de Pinksterdagen deed hij boete voor wat hij Heineken en Doderer had aangedaan. Meijer zou in de gevangenis bijbelstudies leiden, preken houden, en een afkickprogramma hebben opgezet.
Een jaar later werd op 2 juli 2002 bekend dat het hooggerechtshof in Asuncion het beroep van Meijer tegen zijn uitlevering had afgewezen. Op 30 maart 2003 kwam Meijer ten slotte in Nederland aan.
Meijer had zijn straf in Paraguay willen uitzitten om zijn vrouw en kinderen te kunnen blijven zien. Hij zei een innerlijke verandering te hebben doorgemaakt; hij was bekeerd tot het christendom en betreurde de ontvoering van Heineken en Doderer. Toen zijn collega-ontvoerder Cor van Hout begin 2003 werd vermoord, liet Meijer in De Telegraaf van 27 januari een advertentie plaatsen met de tekst "COR, ik zal voor je bidden".
Omdat Meijer in Nederland al in voorarrest had gezeten, en hij in Paraguay was vastgezet in afwachting van zijn uitlevering, hoefde hij na zijn uitlevering nog maar iets meer dan twee jaar gevangenisstraf te ondergaan. In januari 2005 werd hij vrijgelaten. Thomas van der Bijl, die optrad als chauffeur, verklaarde dat zij kort hierna werden klemgereden door Willem Holleeder. Die zou Meijer 9.000 dollar hebben toegezegd en het dringende advies hebben gegeven om zo snel mogelijk weer naar Paraguay te vertrekken. Op 23 februari 2005 vertrok Meijer weer naar Paraguay.
Meijer liet in oktober 2011 van zich horen aan de vooravond van de première van De Heineken Ontvoering (2011), toen hij samen met Jan Boellaard meldde op stappen tegen deze film te zinnen. Hij vond het een politiefilm "die één kant van het verhaal vertelt, en dan nog zwaar overdreven ook". Willem Holleeder eiste in kort geding een verbod op de film. Meijer, Boellaard en Martin Erkamps stuurden sommaties naar IDTV Film omdat de film niet voldoende waarheidsgetrouw zou zijn. Het kort geding werd door Holleeder verloren.

## Neergeschoten
In de ochtend van dinsdag 2 oktober 2018 werd Meijer, na een incident in de De Wittenstraat in de Amsterdamse Staatsliedenbuurt, door een motoragent neergeschoten op het voetpad bij de kruising van de De Wittenkade en de Van Der Duijnstraat. De agent opende het vuur omdat hij zag dat de vluchtende Meijer een pistool bij zich had. Meijer, die een plaksnor droeg liep meerdere schotwonden op. Op 9 januari 2019 moest Meijer voor de rechter verschijnen, samen met zijn zoon Rudi Doves en de later opgepakte Laurens Boellaard, de zoon van mede-Heinekenontvoerder Jan Boellaard. Meijer had met zijn zoon een overval op een geldtransport willen plegen. Op 22 maart werd hij tot drie jaar gevangenisstraf veroordeeld, conform de eis van het Openbaar Ministerie.

## Trivia
- Meijers favoriete film is The Godfather (1972), die hij tientallen keren heeft gezien.[3]